# Заготино
Заготино — деревня в Руднянском районе Смоленской области России. Входит в состав Чистиковского сельского поселения. Население — 55 жителей (2007 год). По факту в 2018 году проживало 20 человек. 
Расположена в западной части области в 6 км к востоку от Рудни, в 3 км севернее автодороги А141 Орёл — Витебск. В 5 км юго-западнее деревни расположена железнодорожная станция О.п. 450-й км на линии Смоленск — Витебск. 

## История
В годы Великой Отечественной войны деревня была оккупирована гитлеровскими войсками в июле 1941 года, освобождена в октябре 1943 года.